# Svenska Simförbundet
Svenska Simförbundet (kurz SSF, deutsch „Schwedischer Schwimmverband“) ist der Dachverband des Schwimmsports in Schweden mit Sitz in Solna im Nordwesten Stockholms. In 18 Bezirke aufgeteilt, zählt der Verband in 342 Vereinen über 108.000 Mitglieder (Stand 2009), die in den Sparten Schwimmen, Synchronschwimmen, Wasserspringen und Wasserball aktiv sind. Daneben organisiert der Verband die Aus- und Weiterbildung von Schwimmanfängern, Schwimmern und Trainern. Seine Arbeit wurde dreimal (1972, 1980 und 1999) mit der Auszeichnung Årets idrottsförbund („Sportverband des Jahres“) belohnt.
Gegründet wurde der Verband am 23. März 1904 in Stockholm von Vertretern aus zwölf schwedischen Großstadtvereinen, darunter auch aus dem Verein Upsala Simsällskap von 1796, dem nach eigenen Angaben ältesten Schwimmverein der Welt. Einer der Gründungsväter war Erik Bergvall, der nicht nur dem Svenska Simförbundet als Sekretär von 1904 bis 1908 und als langjähriger Präsident von 1909 bis 1932 diente, sondern sich später auch an der Gründung des Weltschwimmverbands FINA (1908) und des europäischen Schwimmverbands LEN (1927) beteiligte. Neben diesen Verbänden arbeitet der Svenska Simförbundet eng mit den Mitgliedern des Nordischen Schwimmverbandes (NSF) zusammen und ist seit 1904 einer der Sportfachverbände des schwedischen Sportbundes Riksidrottsförbundet.